# Habranthus araucanus
Habranthus araucanus é uma espécie de planta do gênero Habranthus.